# Antony MacDonnell, I barone MacDonnell
Antony Patrick MacDonnell, I barone MacDonnell (Palmfield House, 7 marzo 1844 – Londra, 9 giugno 1925) è stato un politico irlandese.

## Biografia
Nacque a Palmfield House, nella contea di Mayo, figlio di Mark MacDonnell Garvey, e di sua moglie, Bedelia O'Hara. Uno studioso di talento, frequentò il Summerhill College e il Queen's College Galway (ora conosciuta come la National University of Ireland). La sua principale materia di studio erano le lingue moderne. Lasciata l'università nel 1864, MacDonnell entrò nel Servizio Civile Indiano, ed è stato inviato a Bengala, arrivando a Calcutta nel novembre 1865.

## Carriera
All'arrivo in India, MacDonnell servì inizialmente in diversi distretti di Bihar e Bengala, e sulla base delle sue esperienze nel carestia in Bengala (1873-1874), ha scritto il suo primo libro, Food-Grain Supply and Famine Relief in Bihar and Bengal, pubblicato nel 1876. Fu nominato ragioniere generale per il governo provinciale a Calcutta nel 1881 e in seguito segretario delle entrate della provincia. Nel 1886, Lord Dufferin lo ha nominato ministro al governo centrale dell'India. Nel 1889, è diventato commissario capo della Birmania; nel 1890, commissario capo delle Province Centrali; e nel 1893, tenente-governatore del Bengala, diventando membro del Consiglio Esecutivo del Viceré.
Nel 1895, MacDonnell divenne tenente-governatore delle province del Nord-Ovest ann Oudh (più tardi noto come le Province unite di Agra e Oudh). MacDonnell è stato nominato al Consiglio privato nel 1902, e ottenne un posto per il Consiglio d'India. Ci si aspettava che sarebbe stato nominato Governatore di Bombay in quell'anno, ma invece accettò un'offerta da George Wyndham, capo segretario per l'Irlanda, e divenne Sottosegretario per l'Irlanda, il capo amministrativo del governo irlandese.
I primi anni di MacDonnell come sottosegretario sono stati un successo e nel 1902 con la Land Conference portò alla Wyndham Land Act 1903.
Nel 1905, a causa dei ripetuti attacchi unionisti, la sua posizione di Segretario Capo era diventata insostenibile e fu costretto a dimettersi dal Governo. Nel 1908 fu nominato Barone MacDonnell.

## Matrimonio
Nel 1878 sposò Henrietta MacDonell, figlia di Ewen MacDonell. Ebbero una figlia:
- Anne MacDonnell[3]

## Morte
MacDonnell ritirò a Londra a vita privata. I suoi contributi alla Camera dei lord tendevano a concentrarsi sulle questioni irlandesi e indiane.
Nel 1921 alla creazione del Stato Libero d'Irlanda gli venne offerto un posto nel nuovo senato, che rifiutò "con molto rammarico".
MacDonnell morì dopo una breve malattia nella sua casa di Londra il 9 giugno 1925.